# Jun’ichi Miyashita
Jun’ichi Miyashita (jap. 宮下純一 Miyashita Jun’ichi; ur. 17 października 1983 w Kagoshimie) – japoński pływak, brązowy medalista olimpijski.
Specjalizuje się w pływaniu stylem grzbietowym. Jego największym osiągnięciem jest brązowy medal igrzysk olimpijskich w Pekinie (2008) w sztafecie 4 x 100 m stylem zmiennym. Sztafeta japońska w składzie: Miyashita, Kōsuke Kitajima, Takurō Fuji'i i Hisayoshi Satō, przegrała w finale tylko z Amerykanami i Australijczykami, osiągając czas 3.31,18 min. Ósmy zawodnik tych igrzysk w finałowym wyścigu na dystansie 100 m stylem grzbietowym. Mistrz Igrzysk Azjatyckich 2006 w Dosze na tym dystansie.

## Osiągnięcia

### Igrzyska olimpijskie
| Igrzyska olimpijskie | Data             | Konkurencja               | Rezultat    | Miejsce |
| -------------------- | ---------------- | ------------------------- | ----------- | ------- |
| Pekin 2008           | 12 sierpnia 2008 | 100 m stylem grzbietowym  | 53,99 s     | 8.      |
| Pekin 2008           | 17 sierpnia 2008 | 4 x 100 m stylem zmiennym | 3:31,18 min |         |